# Z39.50
Z39.50 es un protocolo cliente-servidor dirigido a facilitar la búsqueda y recuperación de información en distintos sistemas a través de una misma interfaz. Su aplicación en el mundo de las bibliotecas y de los centros de documentación permite la consulta de recursos distribuidos en distintas bases de datos, desde un mismo punto de acceso.
Está cubierto por el estándar ANSI/NISO Z39.50 y el estándar ISO 23950.

### Software
- Z39.50 Object-Orientation Model
- YAZ Toolkit
- PHP/YAZ Toolkit
- JZKit
- Mercury Z39.50 Client
- Zebra

- Datos: Q135847